# 吉岛地雀
，是雀形目唐纳雀科的一种鸟类。
吉岛地雀体重约12.3克，翼长约61.2毫米，嘴峰长约14.7毫米，喙宽度约6.1毫米，喙厚度约6.9毫米，跗蹠长约19.9毫米，尾长约34.8毫米。吉岛地雀在其分布区内为留鸟，其栖息在半开放的灌木丛中，食性为草食性。
吉岛地雀分布于加拉帕戈斯群岛（热诺维萨岛）。该物种是单型物种，没有亚种分化。